# Uromys anak
Uromys anak es una especie de roedor de la familia de los múridos.
Alcanzan una longitud corporal de hasta 20-34 cm, con otro agregado de 23-38 cm para su cola. Pesa entre 350 y 1020 gramos. Su pelaje es típicamente corto y áspero, variando en color desde gris a varios tonos de marrón y negro, con su parte inferior blanca o gris. Su cola es más larga que su cuerpo y es uniformemente negra, con la parte basal densamente cubierta de pelos rojizos.
Se encuentra en Papúa Occidental, Indonesia y Papúa Nueva Guinea. Vive en bosques tropicales, humedales y en bosques degradados.